# Tibeti gyermekfalvak

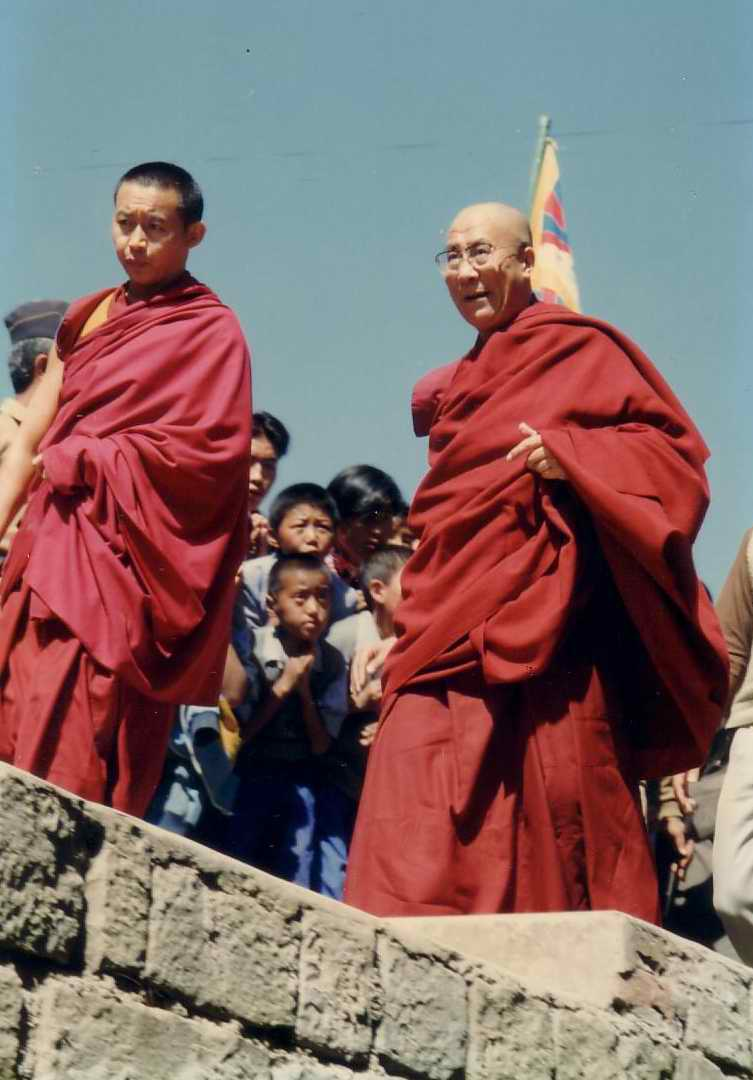
A dalai láma egy tibeti gyermekfaluban, Dharamszala, 1993

A Tibeti gyermekfalvak vagy TCV (Tibetan Childern's Village) közösség és oktatási központ menekült tibeti gyermekek és árvák számára. A regisztrált, nonprofit, jótékonysági szervezet központi helye az észak-indiai Himácsal Prades államban található Dharamszala városban található. A szervezet ma már országos hálózattal rendelkezik és több mint 12 000 gyermeknek nyújt segítséget.
1964 és 2006 között a TCV elnöke Ama Dzsecün Pema volt, a 14. dalai láma, Tendzin Gyaco húga. 2009-ben a TCV létrehozta az első tibeti menekült főiskolát Bengaluru (India) városban, amely a Dalai Láma Intézet a Felsőoktatásért (The Dalai Lama Institute for Higher Education) nevet kapta. A főiskola célja a tibeti nyelv és a tibetai kultúra oktatása, valamint a tibeti menekült diákok műszaki, művészeti, tanítói és informatikai képzése.

## Története
Tibet 1949-es kínai megszállását követően a dalai láma egy évtizeden át hiába keresett megoldást találni a két ország békés egymás mellett élésére. 1959-ben kénytelen volt Indiába menekülni, ahol azóta is száműzetésben él. Később több mint százezer ember követte a világi és vallási vezetőt. A kínai hatóságok kegyetlen fellépésének köszönhetően rengeteg árva vagy félárva gyermek szorult segítségre. A dalai láma javaslatára ezen árva gyermekek számára létrehoztak Dharamszalában egy központot. Az alapításhoz a saját vagyonon túl az indiai kormány is adott támogatást.
A szervezet 1960-ban történő indulásakor a dalai láma nővére, Cering Dölma vállalta el a gondozóközpont szervezését és vezetését, amely ekkor még csak óvodai ellátást biztosított. A roppant szegényes gyermekek özönlöttek India és Nepál területéről, akiknek nem volt biztosított az alapvető élelmiszer-, ruházat- és gyógyszerellátása. A legnagyobb nehézséget a gyermekek számára legfontosabb hiányzó szeretet és gondoskodás jelentette a legnagyobb kihívást. Egyre több nemzetközi segélyszervezethez jutott el időközben az óvoda híre.
Cering Dölma halála után a dalai láma húga, Ama Dzsecün Pema vette át az intézményhálózat irányítását. 1971-re már annyi volt a gyerek, hogy a helyi iskolák képtelenek voltak a tibeti gyermek felvételére. Ekkor az intézmény további oktatás lehetőségeket biztosított az óvodából kiöregedő gyermekek számára. Ennek kapcsán jött létre a legelső tibeti gyermekfalu.
1997-re az intézménynek már 25 hektár állt rendelkezésére, amelyben 42 otthon, fiú- és leánykollégium, csecsemőotthon, a nemzetközileg elismert Montessori-óvoda, 12 évfolyamos iskola, szakképzési központ és tanítóképző is működött. Területén buddhista templom működik és kialakítottak lakásokat a tanárok és nyugdíjas munkatársak számára, amelyekhez tartoznak konyhák és mosodahálózat is.

## Központok
A hivatalos oldalukon a következő központok szerepelnek:
- Felső Dharamszala - Himácsal Prades
- Alsó Dharamszala - Himácsal Prades
- Bylakuppee - Karnátaka
- Chauntra - Himácsal Prades
- Gopalpur - Himácsal Prades
- Ladak?? - Dzsammu és Kasmír
- Selakui - Uttarakhand
- Suja - Himácsal Prades